# 浮き玉

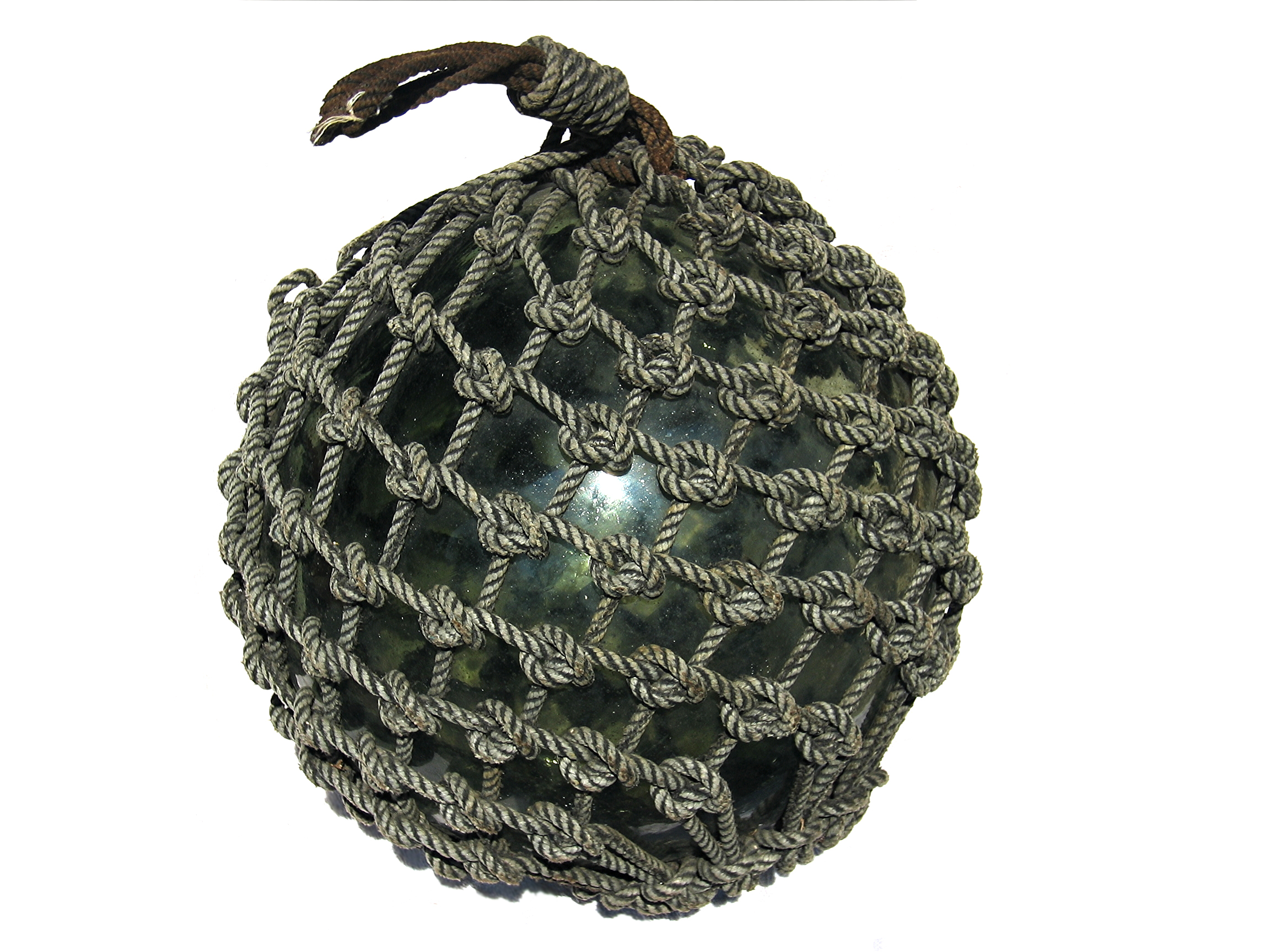
約14インチの日本製

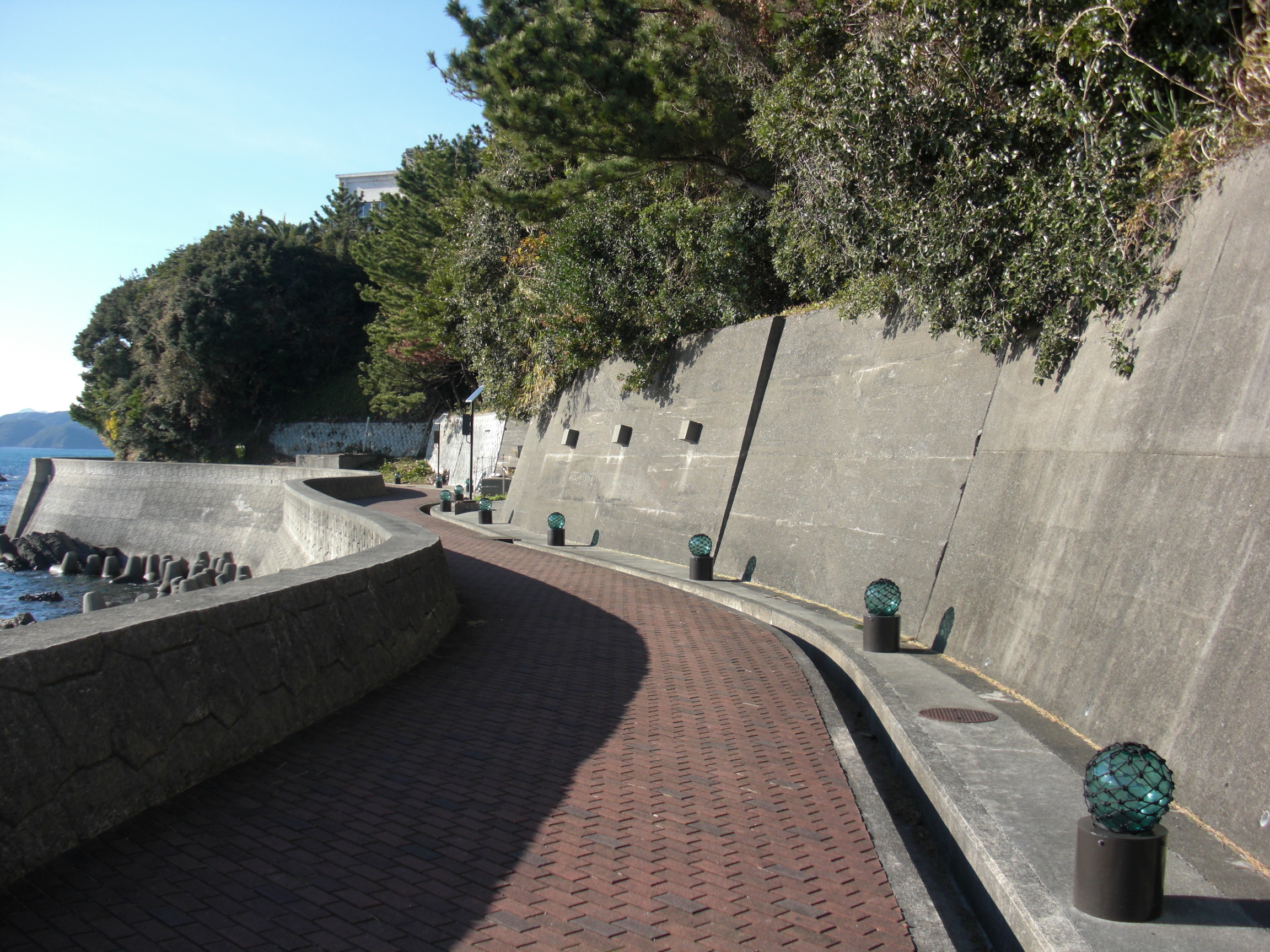
びん玉ロード（三重県志摩市）

浮き玉（うきだま）は、中が空洞となっている球状の漁具。漁網を浮かせる目的や目印として、真珠の養殖でも用いられる。
（特に）ガラス製のものは、ビン玉と呼ばれることもある。

## ビン玉
日本における漁業用浮き玉は従来は木製で、明治・大正時代のニシン漁の際などに活用されていたという。その後、ガラス製のものが誕生し普及した。ガラスの吹き玉が盛んだった小樽にある浅原硝子製造所への、水産試験場からの依頼（明治43年製造開始）がルーツという説がある。
マグロの延縄漁にも用いられたが、プラスチック製の浮き玉（オレンジ色などのブイ）やラジオブイに移行していった。それに伴いビン玉の需要は激減し、現在生産しているのは浅原硝子製造所のみ、それもほぼ装飾用に限られるという状況である。タコ漁に用いるため小ぶりのビン玉が現在も少数ながら製造されている。

### 再利用
三重県志摩市浜島町浜島の海岸沿いには、「びん玉ロード」があり、照明の外装として再利用されている。
海辺などにおける飲食店（喫茶店やスナック）でも、ガラス製の浮球（すなわちビン玉）を利用した照明が置かれていることがあるという。
三陸などでは、ビー玉風の小さなビン玉を用いたストラップが販売されている。